# Xanthostigma zdravka
Xanthostigma zdravka là một loài côn trùng trong họ Raphidiidae thuộc bộ Raphidioptera. Loài này được Popov và đồng sự miêu tả năm 1978.